# Дентлајн ам Форст
Дентлајн ам Форст (њем. Dentlein am Forst) град је у њемачкој савезној држави Баварска. Једно је од 58 општинских средишта округа Ансбах. Према процјени из 2010. у граду је живјело 2.396 становника. Посједује регионалну шифру (AGS) 9571132.

## Географски и демографски подаци
Дентлајн ам Форст се налази у савезној држави Баварска у округу Ансбах. Град се налази на надморској висини од 481 метра. Површина општине износи 18,0 km². У самом граду је, према процјени из 2010. године, живјело 2.396 становника. Просјечна густина становништва износи 133 становника/km².